# Championnat du Népal féminin de football
Le championnat du Népal féminin de football est une compétition féminine de football opposant les meilleures équipes du Népal.

## Palmarès
| Édition   | Vainqueur                | Dauphin                  |
| --------- | ------------------------ | ------------------------ |
| 2006      | Nepal Armed Police Force | Panchthar                |
| 2008      | Bara                     | Rupandehi                |
| 2010      | Nepal Armed Police Force |                          |
| 2012      | Nepal Police Club        | Nepal Armed Police Force |
| 2013-2014 | Nepal Police Club        | Army                     |
| 2014      | Nepal Police Club        | Tribhuvan Army FC        |
| 2015      | Nepal Police Club        | Army                     |
| 2017-2018 | Nepal Armed Police Force | Nepal Police Club        |
| 2020-2021 | Nepal Armed Police Force | Tribhuvan Army FC        |
| 2022-2023 | Nepal Armed Police Force | Nepal Police Club        |
| 2024-2025 | Nepal Armed Police Force | Nepal Police Club        |